# Parity checker
In elettronica, e in particolare nell'architettura hardware dei calcolatori, il parity checker (in inglese "verificatore di parità") e il parity generator ("generatore di parità") sono due circuiti combinatori deputati al controllo della corretta memorizzazione dei dati in memoria RAM attraverso la tecnica del bit di parità. 
Ogni volta che un valore viene scritto in una cella della memoria RAM, il parity generator aggiunge ai dati scritti un bit "extra", impostato in modo tale che i bit posti a "1", in ogni cella, siano sempre pari (o sempre dispari a seconda delle implementazioni). In fase di lettura, il parity checker verifica che questo vincolo sia rispettato; se questo non risulta essere vero, ciò implica che almeno uno dei bit è stato memorizzato in modo scorretto, ovvero che è avvenuto un malfunzionamento della RAM. Questo errore viene segnalato al sistema operativo.